# École des hautes études en sciences sociales
École des hautes études en sciences sociales (EHESS) je ena najbolj selektivnih in najprestižnejših družboslovnih Grandes écoles v Parizu v Franciji.
EHESS je bil prvotno oddelek École pratique des hautes études, ustanovljen leta 1868 za usposabljanje akademskih raziskovalcev. Samostojna ustanova je postala leta 1975. Danes raziskuje področja ekonomije in financ, kognitivnih znanosti, humanistike in politike, kot so naravoslovje, uporabna matematika in statistika, razvojne študije, sociologija, antropologija, zgodovina, muzikologija in filozofija družbenih ved.

## Znani diplomanti
- Josip Rastko Močnik, slovenski sociolog
- Miha Naglič, slovenski esejist in filozof